# Яно Кьоко
Яно Кьоко   (яп. 矢野 喬子, 3 червня 1984) — японська футболістка, олімпійська медалістка.

## Виступи на Олімпіадах
| Олімпіада   | Дисципліна | Місце |
| ----------- | ---------- | ----- |
| Афіни 2004  | футбол     | 7     |
| Пекін 2008  | футбол     | 4     |
| Лондон 2012 | футбол     | 2     |